# Вальбонн
Вальбо́нн (фр. Valbonne) — коммуна на юго-востоке Франции, расположенная неподалёку от Ниццы в регионе Прованс — Альпы — Лазурный берег, департамент Приморские Альпы, округ Грас, кантон Вальбонн. До марта 2015 года коммуна административно входила в состав упразднённого кантона Ле-Бар-сюр-Лу (округ Грас).
Площадь коммуны — 18,97 км², население — 12 114 человек (2006) с тенденцией к росту: 12 619 человек (2012), плотность населения — 665,2 чел/км².

## Топоним
Название коммуны Valbonne в переводе с провансальского языка означает «хорошая долина». На окситанском языке название города пишется как окс. Vaubona.

## Население
Население коммуны в 2011 году составляло 12 802 человека, а в 2012 году — 12 619 человек.
| 1962 | 1968 | 1975 | 1982 | 1990 | 1999  | 2006  | 2011  | 2012  |
| ---- | ---- | ---- | ---- | ---- | ----- | ----- | ----- | ----- |
| 1332 | 1858 | 2264 | 3918 | 9514 | 10746 | 12114 | 12802 | 12619 |

Динамика численности населения:

## Экономика
В 2010 году из 8738 человек трудоспособного возраста (от 15 до 64 лет) 6271 были экономически активными, 2467 — неактивными (показатель активности 71,8 %, в 1999 году — 67,1 %). Из 6271 активных трудоспособных жителей работали 5710 человек (2888 мужчин и 2822 женщины), 561 числились безработными (273 мужчины и 288 женщин). Среди 2467 трудоспособных неактивных граждан 1631 были учениками либо студентами, 363 — пенсионерами, а ещё 473 — были неактивны в силу других причин.
На протяжении 2010 года в коммуне числилось 4532 облагаемых налогом домохозяйства, в которых проживало 12 268,0 человек. При этом медиана доходов составила 23 тысячи 633 евро на одного налогоплательщика.

## Достопримечательности (фотогалерея)

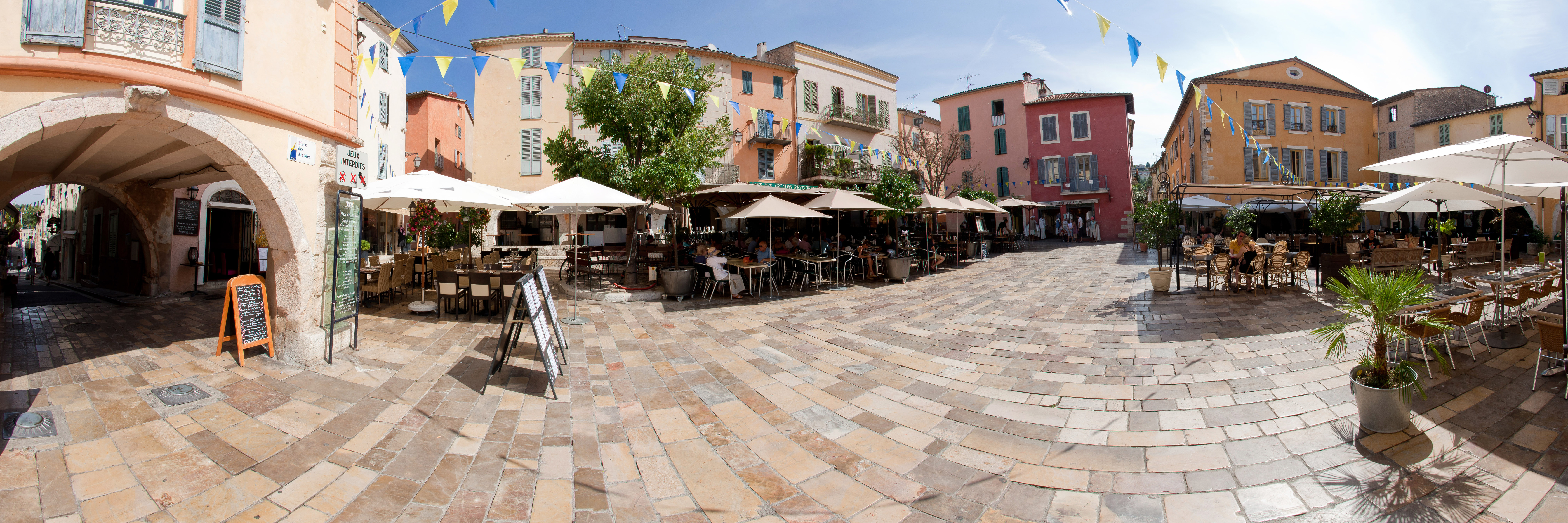
Центральная площадь
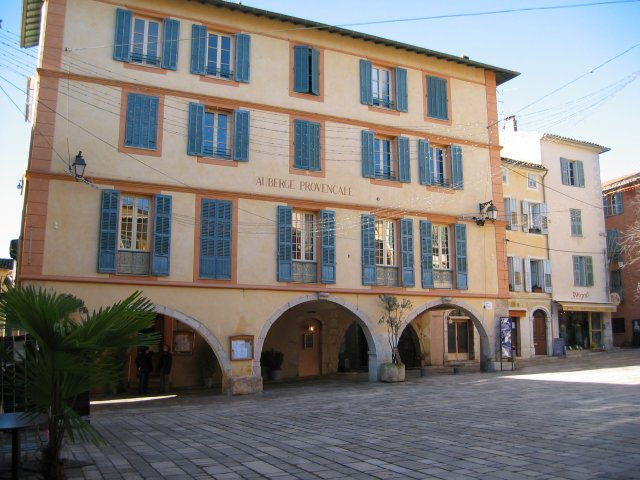
Здание мэрии
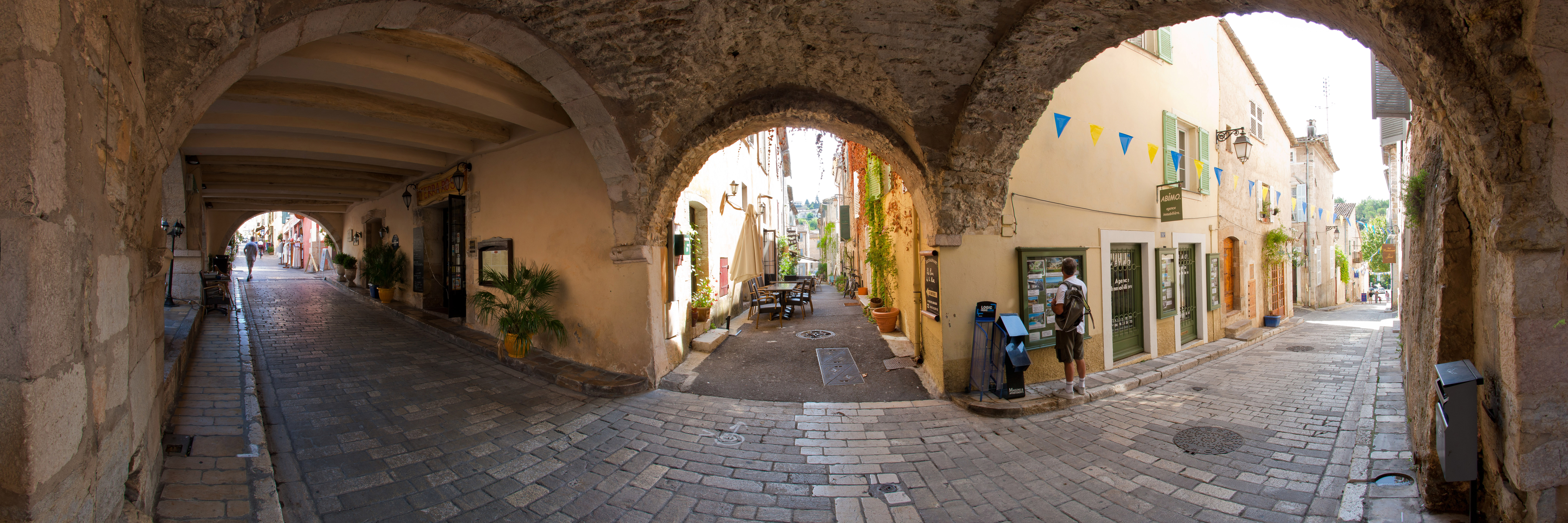
Аркада